# Clusiodes orbitalis
Clusiodes orbitalis is een vliegensoort uit de familie van de Clusiidae. De wetenschappelijke naam van de soort is voor het eerst geldig gepubliceerd in 1922 door Malloch.